# Richard Zajac
Richard Zajac (ur. 16 sierpnia 1976 w Żylinie) – słowacki piłkarz występujący na pozycji bramkarza. Obecnie członek sztabu szkoleniowego Sandecji Nowy Sącz.

## Kariera klubowa
Zajac przez wiele lat występował w Dukli Bańska Bystrzyca, której bramki bronił w meczach ligowych 141 razy w ciągu dwunastu lat. Z klubem tym awansował w 2003 do słowackiej I ligi, w 2004 zdobył wicemistrzostwo Słowacji, w 2005 zaś – puchar kraju. Dzięki tym sukcesom zagrał w rozgrywkach Pucharu UEFA sezonu 2004/05 i 2005/06. Grał ponadto w innym klubie najwyższego szczebla ligowego na Słowacji – MFK Dubnica, gdzie w sezonie 2008/09 rozegrał wszystkie mecze ligowe.
Zimą 2010 trafił do Podbeskidzia Bielsko-Biała, gdzie znacząco przyczynił się do utrzymania klubu w I lidze w rundzie wiosennej sezonu 2009/10 (czyste konto w dziewięciu z piętnastu meczów, w tym sześć razy z rzędu; łącznie dziesięć bramek straconych). W edycji 2010/11 wywalczył z Podbeskidziem pierwszy w historii awans do Ekstraklasy, a tygodnik Piłka Nożna umieścił go w jedenastce sezonu. Latem 2011 przedłużył kontrakt z „Góralami” do czerwca 2013. W lipcu 2013, po utrzymaniu się Podbeskidzia w Ekstraklasie, podpisał nową półtoraroczną umowę z klubem.
29 czerwca 2015 zdecydował się zakończyć karierę zawodnika i przyjął od klubu propozycję dwuletniego kontraktu w charakterze trenera bramkarzy.

## Kariera reprezentacyjna
Zajac rozegrał w reprezentacji Słowacji jeden nieoficjalny mecz z Kuwejtem (2:0), przeciw któremu wystąpił skład ligowy. Ponadto został powołany do kadry narodowej w 2004, nie rozegrał jednak żadnego spotkania.

## Sukcesy
- Wicemistrzostwo Słowacji: 2004
- Mistrzostwo II ligi słowackiej: 2003
- Wicemistrzostwo I ligi polskiej: 2011
- Puchar Słowacji: 2005
- I runda Pucharu UEFA: 2004/05
- II runda kwalifikacyjna Pucharu UEFA: 2005/06